# Alycia Delmore
Alycia Delmore é uma atriz norte-americana de cinema e teatro, mais conhecida por atuar no filme de comédia de Lynn Shelton, Humpday (2009), como Anna, a esposa de Ben (interpretado por Mark Duplass). Também aparece em What The Funny de Shelton, no papel de Sarah.
Interpreta Kyler Mallory, fictícia corretora de bolsa de Londres no jogo eletrônico da Her Interactive Inc, Nancy Drew: The Haunting of Castle Malloy. Obteve um papel na peça teatral "Pericles" da empresa Seattle Shakespeare.
Em 2015, junto com Jinkx Monsoon, Guinevere Turner e Sarah Rudinoff, Delmore se juntou ao elenco da série de comédia Capitol Hill, criada por Wes Hurley.